# Lipps Inc.
A Lipps Inc. egy 1979-ben alakult amerikai diszkó- és funkegyüttes Minnesotából. Énekesnőjük Cynthia Johnson.

## Története
1978-ban alakultak meg Minneapolisban. 1979-es daluk, a Funkytown kislemeze 35 millió példányban kelt el. A dal elhangzik a Shrek 2. c. amerikai animációs filmben is. Mivel több ismert daluk nem volt, egyslágeres előadóként hivatkoznak rájuk. 1985-ben feloszlottak.

## Diszkográfia

### Stúdióalbumok
- Mouth to Mouth (1979)
- Pucker up (1980)
- Designer Music (1981)
- 4 (1983)

### Válogatásalbumok
- Funkyworld: The Best of Lipps, Inc. (1992)
- Funkytown (2003)

### Kislemezek
- Rock It (1979)
- Funkytown (1980)
- Designer Music (1980)
- All Night Dancing (1981)
- How Long (1981)
- Jazzy (1981)
- There They Are (1981)
- Tight Pair (1982)
- Addicted To The Night (1982)
- Hold Me Down (1983)
- Choir Practice (1983)
- Hit the Deck (1983)
- Does Anybody Know (1984)
- Power (1985)
- Gossip Song (1985)